# Flammen (Schulhoff)

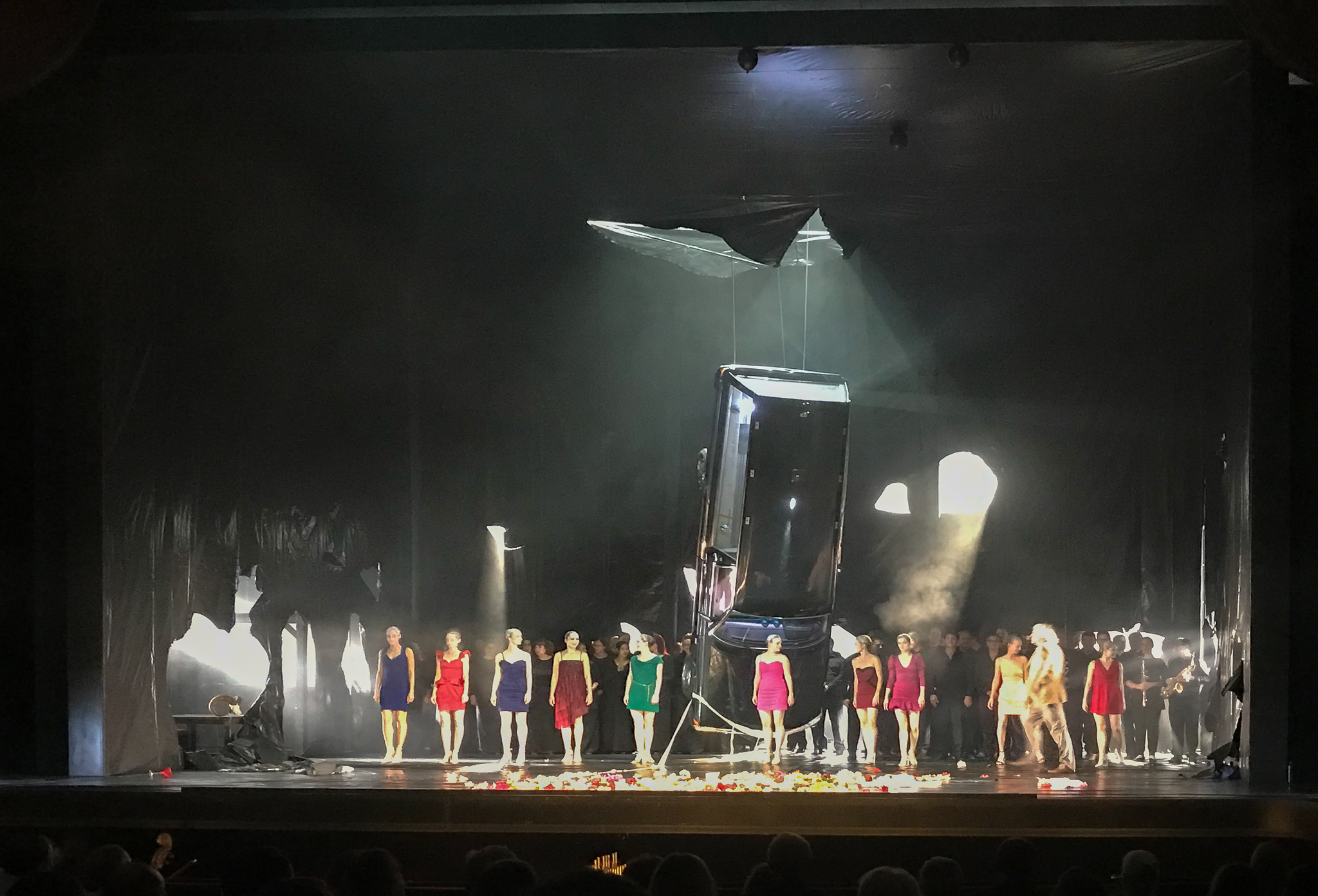
Flammen, Opéra d'État de Prague, juin 2022

Flammen (en tchèque plameny) est un opéra en deux actes et dix scènes de Erwin Schulhoff sur un livret en tchèque de Karel Josef Beneš traduit en allemand par Max Brod. Il est créé le 27 janvier 1932 au Théâtre National de Brno.

## Distribution
- Don Juan ténor
- Donna Anna soprano
- Commandeur basse
- Marguerite soprano
- La Mort mezzo-soprano
- Arlequin baryton
- Les six Ombres contralto, soprano
- Pierrot, Pierrette, Pulcinella, Pantalon, Colombine, Gigolo

## Discographie
- John Mauceri dirige le RIAS Kammerchor et le Deutsche Symphony-orchester de Berlin, avec  Jane Eaglen, Kurt Westi, Iris Vermillion, Werner Prein et Gerd Wolf, 1994 Decca